# Le Roi des bûcherons
Pour plus de détails, voir Fiche technique et Distribution.
Le Roi des bûcherons (titre original : The Rider of the King Log) est un film américain perdu, réalisé par Harry O. Hoyt, sorti en 1921. 
Le film met en vedette Frank Sheridan, Irene Boyle et Richard Travers,. 

## Fiche technique
- Titre original : The Rider of the King Log
- Réalisation : Harry O. Hoyt
- Scénario : Holman Francis Day, Harry O. Hoyt
- Photographie : Eugene French
- Producteur : Edgar Jones
- Société de production : Associated Exhibitors
- Pays de production : États-Unis
- Format : Noir et blanc - 1,33:1 - Film muet

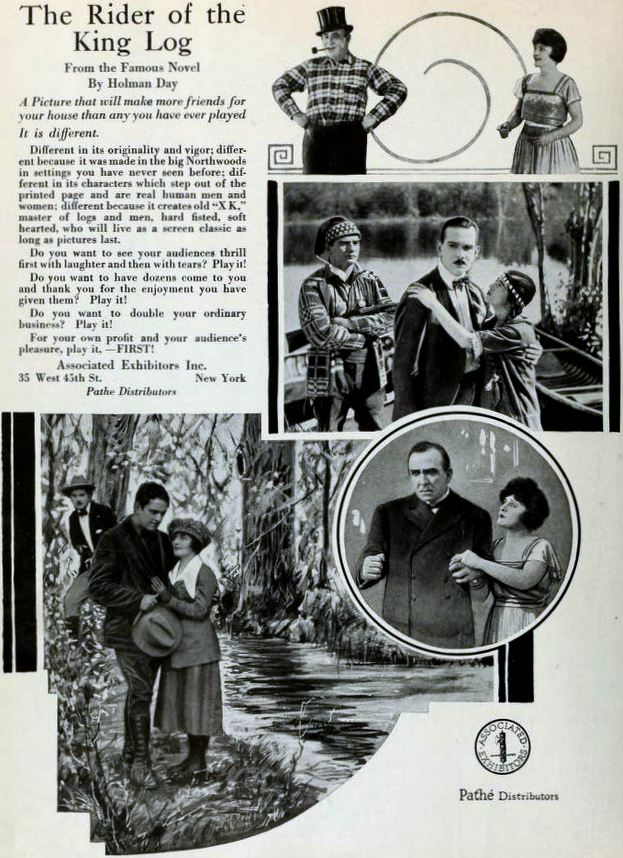
Publicité pour le film.

- Genre : drame
- Dates de sortie : 
  - États-Unis : mai 1921
  - France : 16 juin 1922

## Distribution
- Frank Sheridan : John Xavier Kavanagh
- Irene Boyle : Clare Kavanagh
- Richard Travers : Kenneth Marthorn
- Emily Chichester : Cora Marthorn
- Arthur Donaldson : Stephen Marthorn
- Charles Slattery : Tim Mulkern
- Carlton Brickett : Donald Kezar
- John Woodford : Abner Kezar
- William Black : Warren Britt
- Albert Roccardi : Père Laflamme